# Pesad

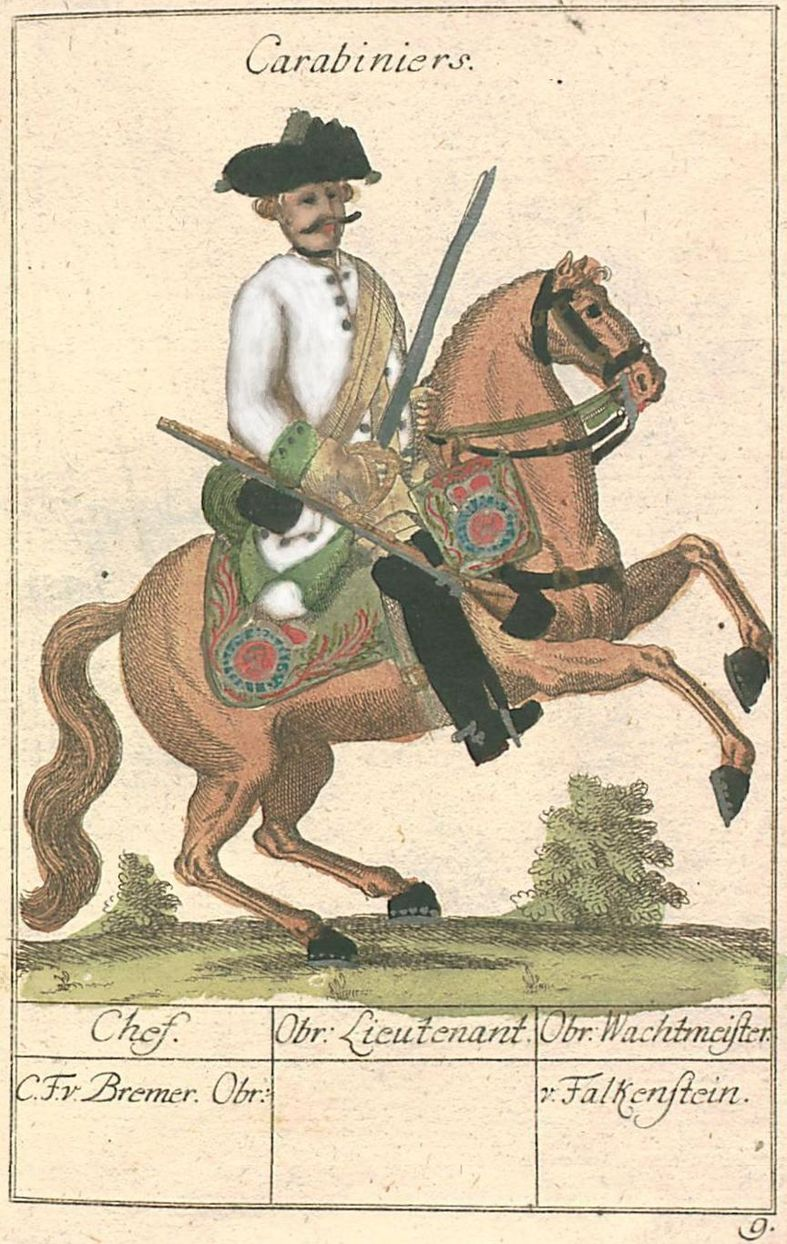
Häst och ryttare som utför en levad

Levad är en inom ridkonsten konstgjord stegring med en vinkel mindre än 45 grader varvid hästen uppbär hela sin kroppsvikt på de hårt vinklade bakbenen. Frambenen skall vara starkt krökta så att hovarna nästan snuddar vid armbågarna.
Pesad är nästan exakt som levaden. Den enda skillnaden är att hästens stegring ska vara minst 45 grader.
Både levad och pesad hör till de rörelser som man kan se vid bland annat Spanska hovridskolans uppvisningar i Wien.